# Phalces
Genre
Phalces est un genre de phasmes de la famille des Bacillidae. Il a été décrit par Carl Stål en 1875.

## Espèces
- Phalces brevis (Burmeister, 1838)
- Phalces tuberculatus Brock, 2000
- Phalces unilineatus Redtenbacher, 1906